# أوف هيبنر
أوف هيبنر (بالألمانية: Uwe Heppner) هو مجدف ألماني ولد في يوم 26 يونيو 1962 في بلدة ميرسيبورغ. أبرز إنجازاته هو فوزه بالميدالية الذهبية في دورة الألعاب الأولمبية الصيفية 1980 في موسكو.